# Kurunegala (district)
Kurunegala (Singalees: Kuruṇægala; Tamil: Kurunākal) is een district in de Noordwestelijke Provincie van Sri Lanka. Kurunegala heeft een oppervlakte van 4771 km². De hoofdstad is de stad Kurunegala.
Het district komt overeen met het rooms-katholiek bisdom Kurunegala, opgericht in 1987. In 2019 was 3,5% van de bevolking rooms-katholiek.
Centrale Provincie (Kandy · Matale · Nuwara Eliya) · Oostelijke Provincie (Ampara · Batticaloa · Trincomalee) · Noordelijke Centrale Provincie (Anuradhapura · Polonnaruwa) · Noordelijke Provincie (Jaffna · Kilinochchi · Mannar · Mullaitivu · Vavuniya) · Noordwestelijke Provincie (Kurunegala · Puttalam) · Sabaragamuwa (Kegalle · Ratnapura) · Uva (Badulla · Moneragala) · Westelijke Provincie (Colombo · Gampaha · Kalutara) · Zuidelijke Provincie (Galle · Hambantota · Matara)